# Lepidomyia abdominalis
Lepidomyia abdominalis är en tvåvingeart som först beskrevs av Samuel Wendell Williston  1888.  Lepidomyia abdominalis ingår i släktet Lepidomyia och familjen blomflugor. Inga underarter finns listade i Catalogue of Life.